# Condecoració
Una condecoració és una insígnia concedida com a símbol d'honor i distinció per part d'un país o d'un organisme. Normalment consisteix en una peça metàl·lica amb una forma determinada, sobre la qual s'han gravat imatges o inscripcions, i que penja del coll o del pit.
Les condecoracions d'estat poden dividir-se en condecoracions civils o militars, i normalment inclouen un o més dels components següents:
- Banda: penjades sobre una espatlla i en la que pot penjar la insígnia
- Estrella (o placa): subjecta a la part inferior del pit
- Insígnia de coll: penjant d'una cinta al voltant del coll
- Insígnia per a dones: penjades d'un llaç situat a la part superior del pit
- Condecoracions i medalles penjades d'una cinta subjecta a la part superior del pit

## Condecoracions militars
Una condecoració militar és una distinció atorgada al personal militar o a una unitat per l'heroisme en combat o pel servei distingit. Estan dissenyades per ser lluïdes sobre l'uniforme militar.

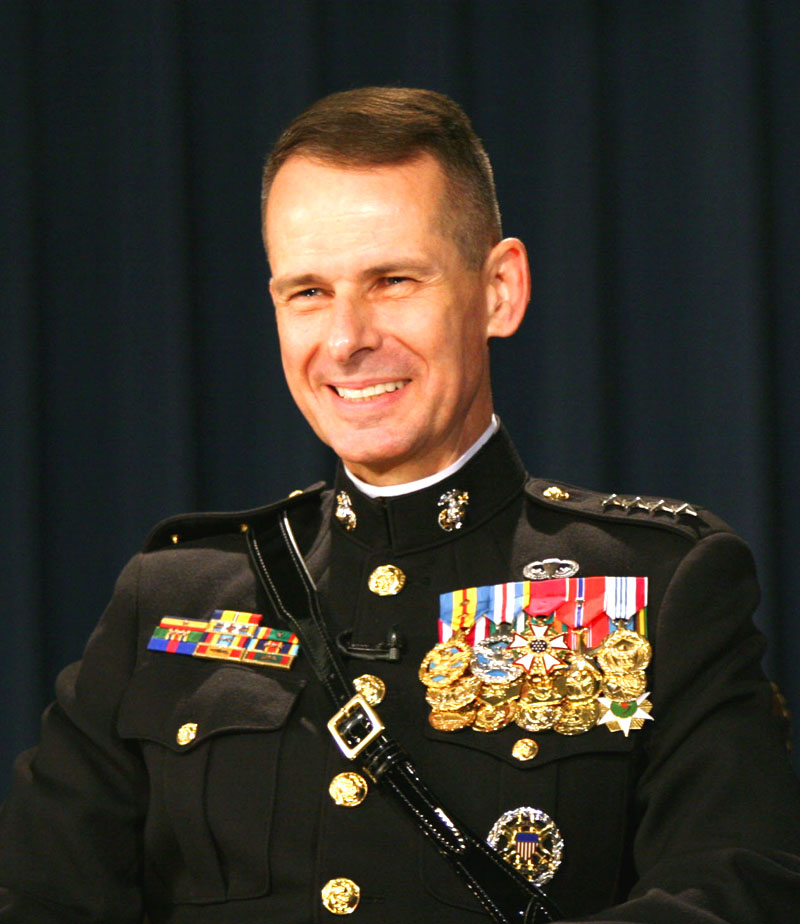
El General del Cos de Marines dels Estats Units Peter Pace, antic president de la Junta de Caps d'Estat Major en uniforme de gala lluint diverses medalles i galons.

Les condecoracions civils atorgades als militars no han de ser considerades com a condecoracions militars, si bé hi ha ordes de cavalleria amb divisions civil i militar. Les condecoracions rebudes per la policia i els bombers poder ser considerades condecoracions militars, si bé estrictament no ho són.
Les condecoracions militars actualment inclouen:
- Ordes de cavalleria
- Medalles per Valentia
- Medalles pel servei distingit
- Medalles de campanya
- Medalles de servei
- Distincions d'unitat

## Ordes
Un Orde és una condecoració atorgada pel servei distingit a la Nació o a la Humanitat.
Els ordes actuals poden trobar el seu origen als Ordes de cavalleria medievals. A l'època del Renaixement, la major part dels monarques europeus havien adquirit per a sí un Orde de cavalleria ja existent o en crearen de propis per recompensar als civils lleials i, especialment, als oficials militars. Diversos dels màxims honors europeus actuals, com l'Orde del Toisó d'Or, l'Orde de la Lligacama, l'Orde de l'Elefant o l'Orde del Card van ser creats en aquesta època.

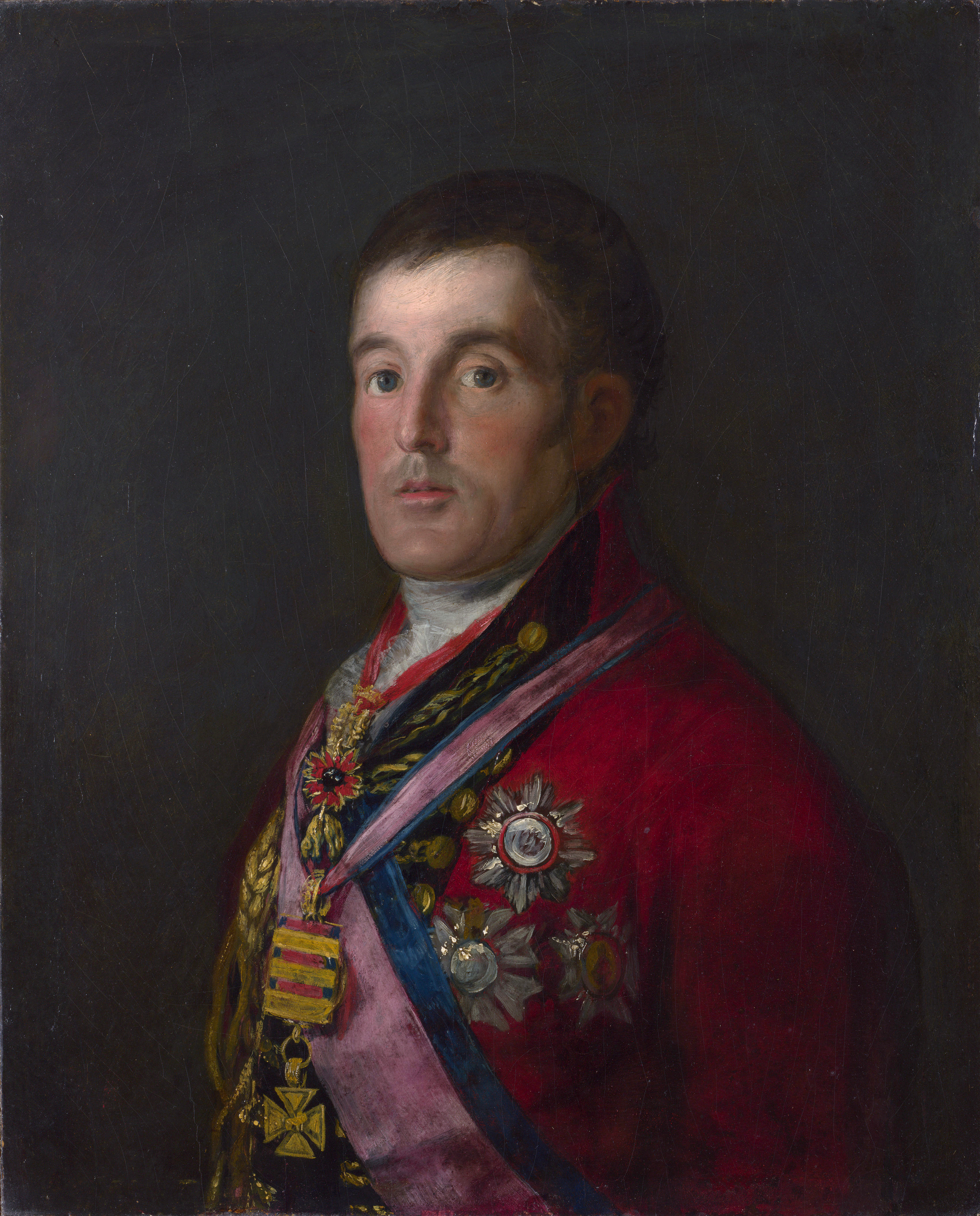
El Duc de Wellington, lluint diverses ordes al pit

Normalment, aquests ordes quedaven lluny de l'abast de la gent comuna. No obstant això, el 1802, Napoleó creà la Légion d'honneur (encara avui la màxima distinció francesa), que podia ser atorgada a tothom sense distinció de rang. La Legió d'Honor serví com a model per a diversos ordes al mèrit al món occidental, com l'Orde de Leopold (Bèlgica) o l'Orde de l'Imperi Britànic.
Als països comunistes usualment els ordes estaven formats d'1 a 3 graus, amb només una insígnia lluint del pit (com l'Orde de Glòria soviètica). Entre els ordes d'únic grau trobem els ordes de Lenin soviètic o el de Karl Marx de la R.D.A..
Suïssa no confereix cap orde, i la constitució helvètica exclou als ciutadans suïssos d'acceptar ordes de governs estrangers, siguin quines siguin les seves responsabilitats.
El 1974, el govern suec prohibí al rei de Suècia d'atorgar ordes als ciutadans suecs. Això no va abolir-los, però avui l'Orde del Serafí i l'Orde de l'Estrella Polar només poden ser atorgats a estrangers, i només des del 1995 també poden ser atorgades als membres de la família reial sueca.

## Medalles
Una medalla habitualment és un objecte tipus moneda, habitualment metàl·lic, gravat amb un escut, un retrat, etc. Pot ser atorgada a una persona o organisme en forma de reconeixement militar, científic, atlètic, acadèmic o qualsevol altra tipus de fita. També poden ser creades per commemorar individus o fets en si mateixos. També existeixen les "medalles votives", lluïdes per una qüestió de fe religiosa.

### La medalla
Una medalla té 3 parts bàsiques:
- l'anvers: la superfície frontal de la medalla, que normalment conté un motiu gravat
- el revers: la superfície posterior, que pot ser llis o tenir algun disseny o inscripció gravada
- el gruix: la punta exterior de la medalla. Normalment és llit, però hi pot haver gravat un lema, el símbol del gravador, etc.

Les medalles que es llueixen sobre la roba, com les militars i algunes de civils, tenen parts addicionals:
- la suspensió, afegida a la part superior de la medalla perquè s'hi pugui enganxar la cinta
- la cinta
- la barra, situada a la cinta. Habitualment té gravada una inscripció, un nom, un símbol, etc.

Les medalles normalment només es llueixen en ocasions de cerimònia. Especialment en el cas dels militars, sobre l'uniforme de diari només es llueix el disseny de la cinta.

## Com portar les insígnies
Quan algú rep la insígnia d'una condecoració, se li dona una carta amb les instruccions de com ha de dur-se la insígnia.
No obstant això, hi ha una normativa per a guiar aquells que han rebut un orde, condecoració o medalla, per a poder-los portar correctament en l'uniforme o el vestit civil.

### Com dur el Collar
Els Collars es porten en els "Dies del Collar". Són dies especials, que ja estan previstos. Al Regne Unit es porten quan la Reina inaugura el Parlament, i quan es pren part en la rebuda d'algun nou membre de la Cambra dels Lords. També es duu durant el servei religiós de l'orde.
Els collars no es duen a partir del vespre.

### Com dur les insígnies sobre l'uniforme

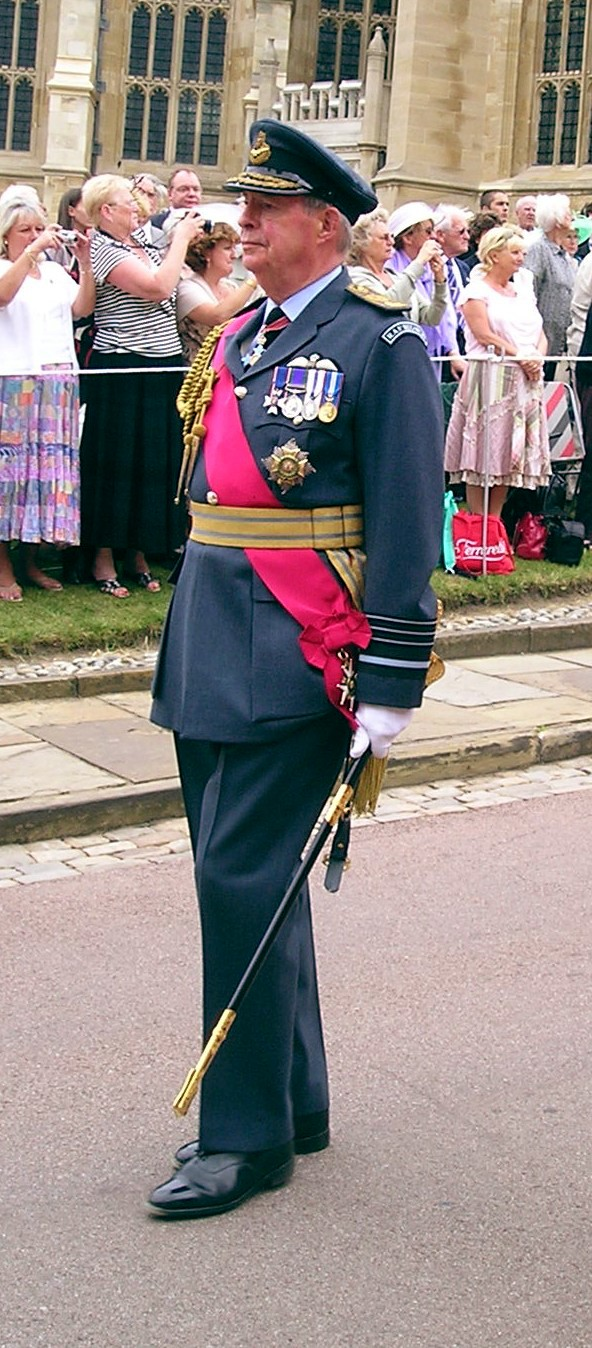
El Mariscal en Cap de l'Aire Sir Richard Johns, en la processó del servei anual de l'Orde de la Lligacama, mostrant les insígnies de l'Orde del Bany

Els membres de les Forces Armades han de mostrar les insígnies que posseeixen segons els reglaments d'uniformitat del servei al qual pertanyin. Aquests reglaments cobreixen com dur les ordres, condecoracions i medalles segons els diferents tipus d'uniforme que es porti. Les normes bàsiques per a dur les insígnies amb uniforme de cerimònia són:
1. Quan no es porta, el Collar, es duu en el seu lloc la banda i la insígnia de l'orde superior en rang.
2. Els Estels es duen a l'esquerra del pit, amb un màxim de 4 estels:

1. si es porta un estel, anirà de manera centrada sobre el cor
2. si es porten dos estels, l'estel de l'orde de rang superior anirà per damunt de la de rang inferior, o aniran una al costat de l'altre
3. si es porten tres estels, es duran en forma de triangle, amb l'estel de l'orde superior al vèrtex superior i els dos altres a sota, un al costat de l'altre. L'estel del segon orde més important anirà situat a la part interior.
4. si es porten quatre estels, es duran en forma de diamant, de la mateixa manera que en el punt anterior, i amb l'estel de l'orde menys important al vèrtex inferior.

1. Les Insígnies de coll: només es pot dur màxim de 3. La de major rang se situa penjant del botó superior, i la resta penjant del segon i tercer botó respectivament. Si només se'n duu una, aquesta penjarà immediatament per sota del botó del coll.
2. Les Condecoracions de Pit: les condecoracions i medalles es portaran muntades juntes, amb el seu ordre correcte, muntades juntes en una barra i penjant al costat esquerre del pit per damunt de la butxaca.

### Com dur les insígnies sobre vestit d'etiqueta
1. La Banda de l'orde superior es durà com està previst (a través del pit, des de l'espatlla dreta i lligada a l'esquerra de la cintura, llevat la de les ordes de la Lligacama i del Card, que van a l'inrevés). La banda es porta per sota de la jaqueta, però per damunt de l'armilla.
2. Només es podran dur un màxim de 4 estrelles, de la mateixa manera que amb l'uniforme
3. Només es podrà portar una insígnia de coll, i el galó es portarà per sota de la corbata, de manera que la insígnia pengi arrenglerada amb la corbata
4. A l'esquerra del pit es durà la versió en miniatura dels ordes, condecoracions i medalles, muntats en una barra en l'orde correcte.